# Malom-bástya
A Malom-bástya, Prímási gépgyár vagy Petz-gyár az esztergomi Víziváros Berényi Zsigmond utcájában áll az Özicseli Hadzsi Ibrahim-dzsámi szomszédságában. Ipartörténeti műemlék.

## Története

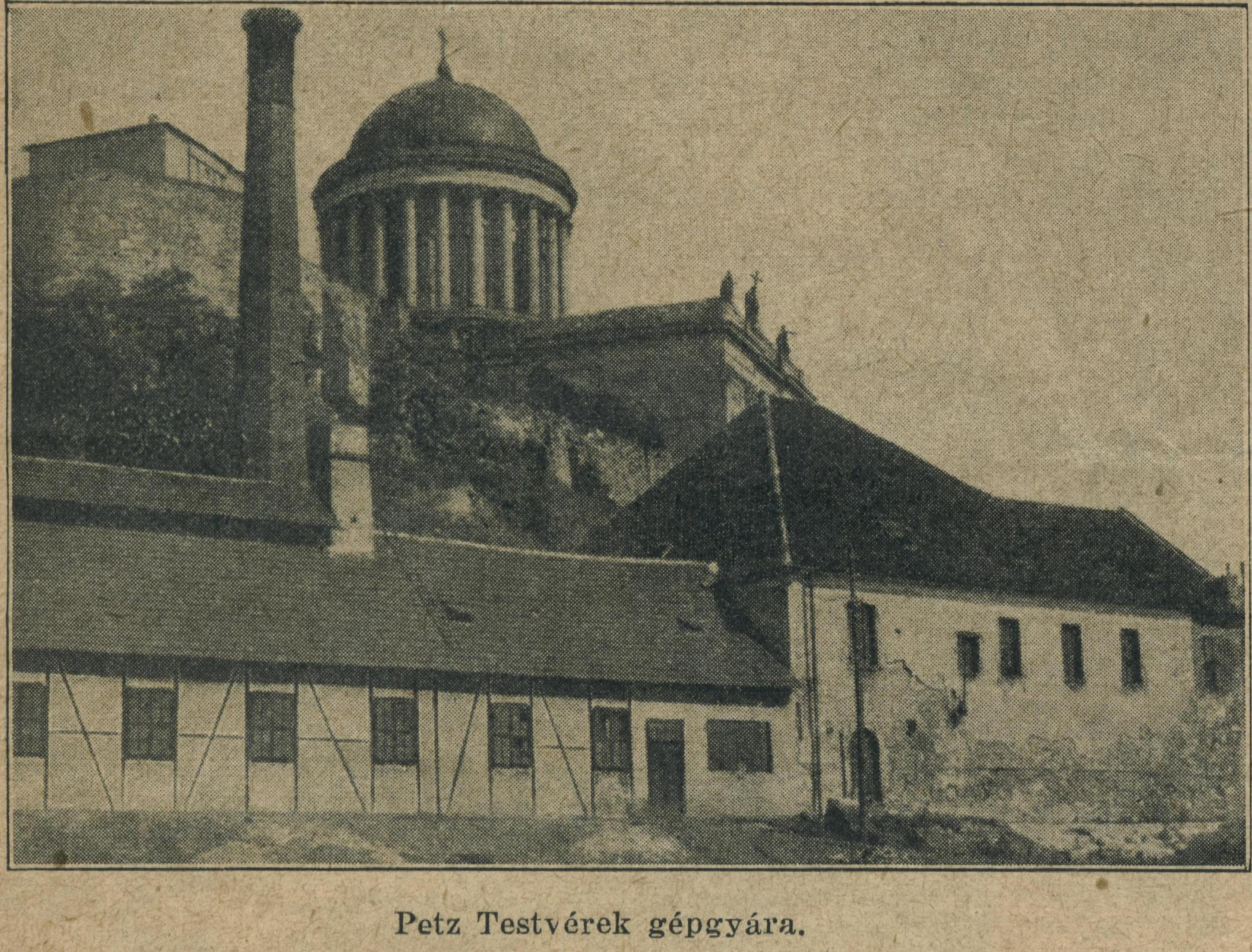
Petz-gyárként

Az épület alapja, a Malom-bástya a Víziváros középkori várfalának része. Várdai Pál esztergomi érsek emelte 1543-ban két tapasztalt olasz parancsnok Alessandro Vitelli és Filippo Tornielli közreműködésével (előbbi harcolt az előző évben Buda-Pest ostromakor), hogy védelmet biztosítson a 15. századi reneszánsz vízemelő gépnek, ami ivóvizet juttatott a várba. A törökök még ugyanebben az évben bevették Esztergomot, és már ők építették hozzá a félkör alakú ágyútornyot a 17. században. Ez valószínűleg Szinán mester munkája. Az akkor még új építésű toronyról részletes leírást adott 
Evlija Cselebi. Leírása szerint minden emeletén ágyúk álltak. A vár visszafoglalásakor és a Rákóczi-szabadságharc során is megrongálódott az épület az ágyúzások során. Újjáépítése után érseki malom lett belőle, amit az itt fakadó források vize hajtott, a szomszédos dzsámiból pedig magtár. Az érsekség hazaköltözése után Rudnay Sándor ismét vízemelő berendezéssé alakíttatta, majd az érsekség 1866-ban vas- és rézöntő gyárat alakíttatott ki benne. Ekkor jelentősen átépítették. A gyár később a Petz testvérek tulajdonába került, akik az 1920–1930-as években kibővítették. A gyár 1937-ig üzemelt. Az itteni török források vizét bekapcsolták a városi vízvezeték rendszerbe. A kút napi 1200 m³ vizet szolgáltatott, de a víz oldotta a csövek anyagát. A víz megfertőződött, amit az 1965-ös dunai árvíz csak fokozott, ezért le kellett választani a hálózatról. Az elkövetkezendő években a város vízellátása központi kérdés lett. Eközben az épület állapota nagyon romossá vált, ezért 2006-ban megkezdődött a felújítása. A tervek szerint a restaurálás befejeztével idegenforgalmi funkciót fog betölteni a szomszédos dzsámival együtt.

## Leírása
Részben az épület alatt állnak az eredeti Malom-bástya romjai. A félkör alakú, előreugró rondella török építésű, ami eredetileg körülbelül 3 méterrel magasabb lehetett. A mai, historizáló része a 19. század elején épült. Téglalap alaprajzú, földszintes, nyeregtetős épület. Később ehhez épült az emeletes gyárépület.

## Galéria

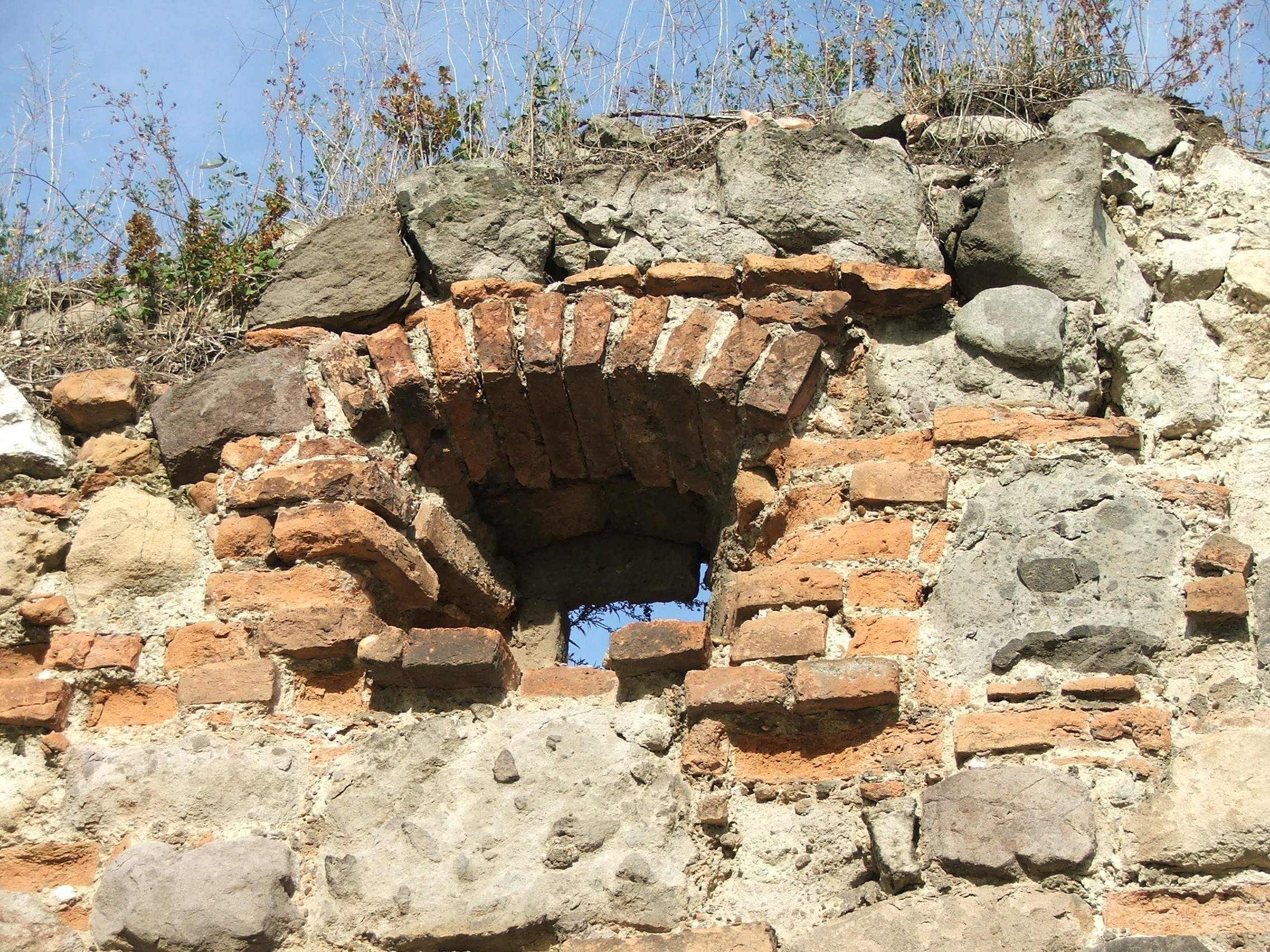
Ablak az épület nyugati falán
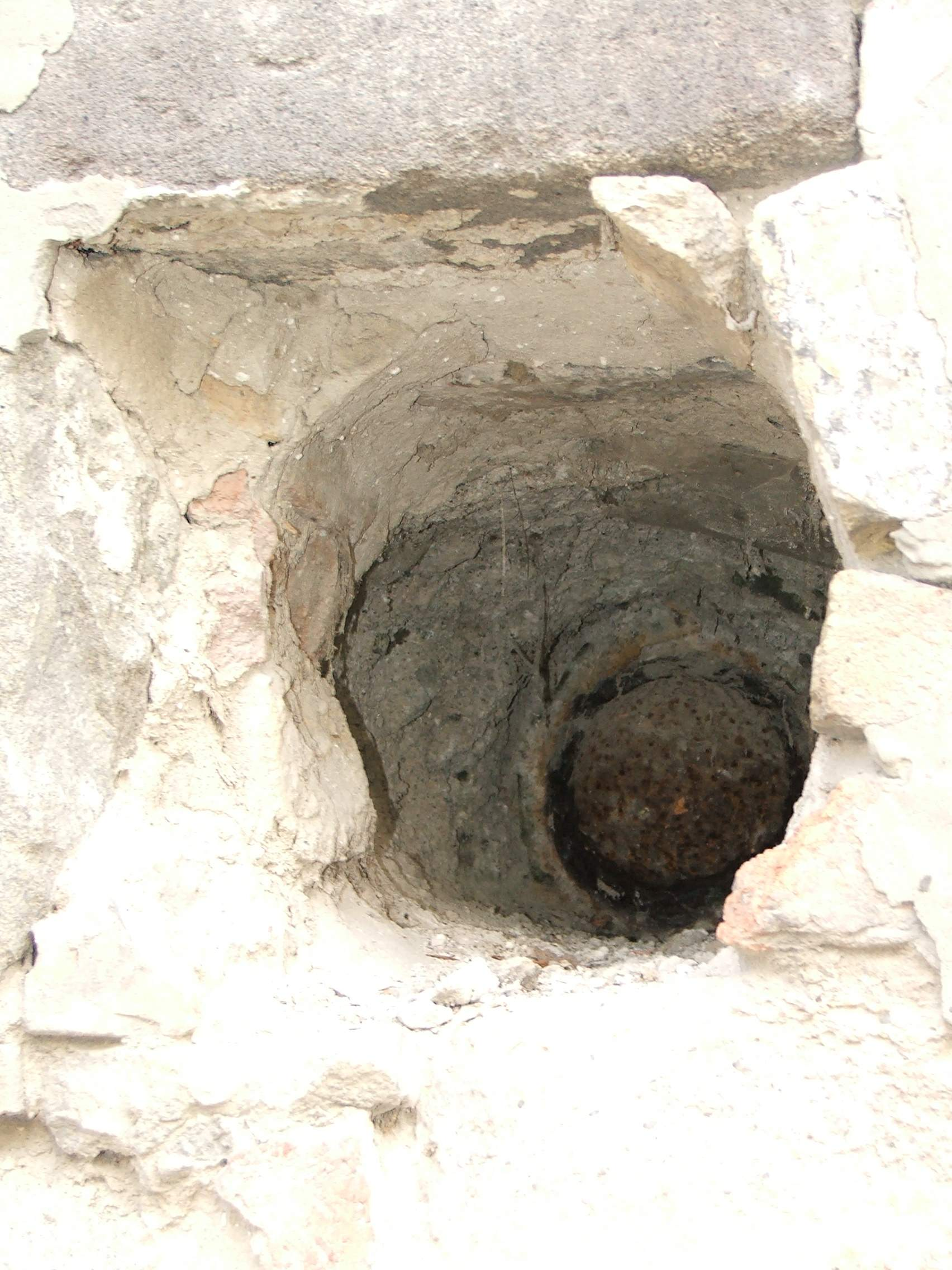
A falba csapódott ágyúgolyó
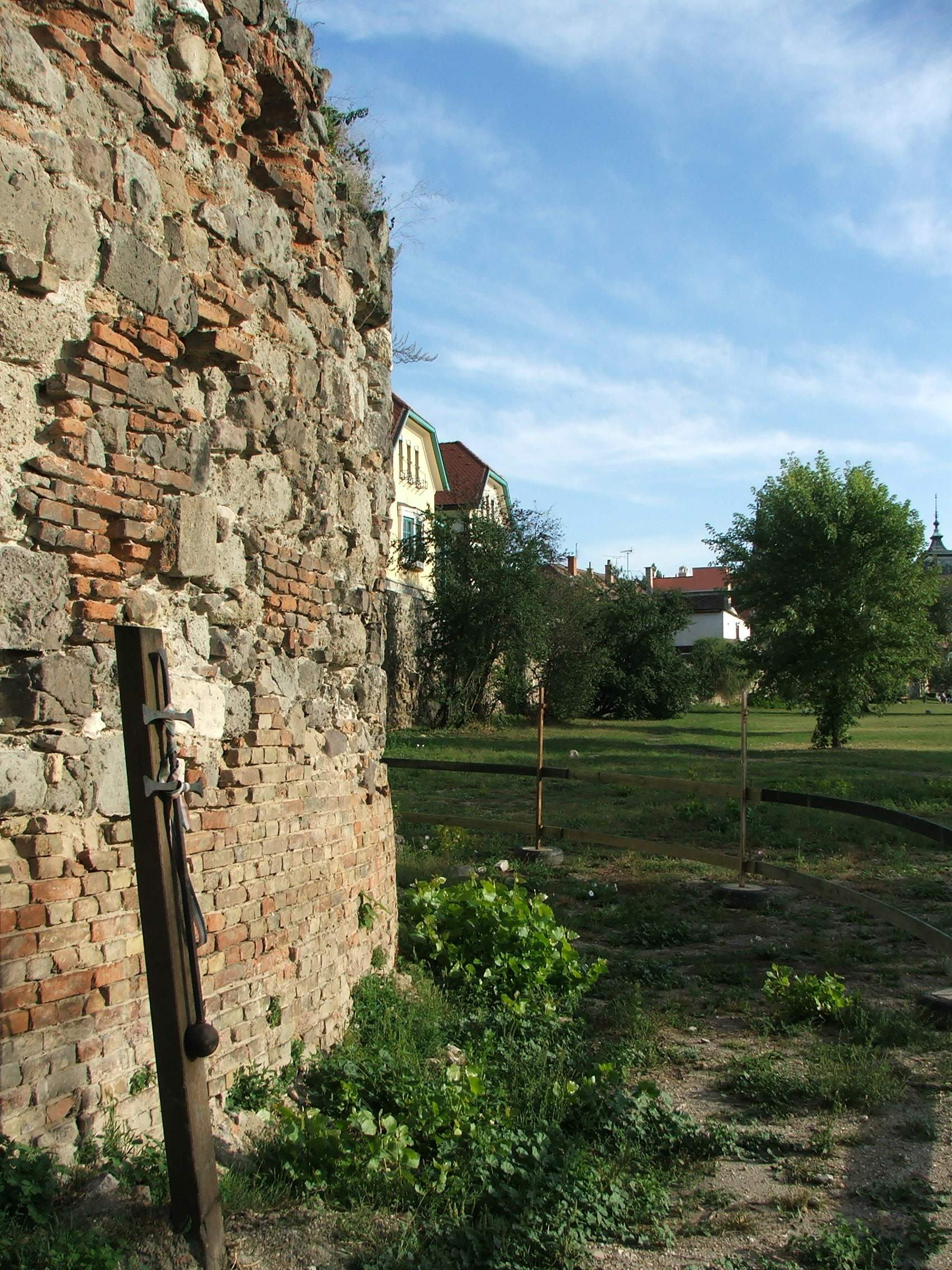
Az épület nyugati falának részlete